# Селезни (Шарангский район)
 Селезни  — опустевшая деревня в Шарангском районе Нижегородской области в составе Большерудкинского сельсовета.

## География
Расположена на расстоянии примерно 11 км на восток-северо-восток по прямой от районного центра посёлка Шаранга.

## История
Известна с 1891 года как починок Селезнёвский, где в 1905 году (тогда уже Селезеневский) было дворов 31 и жителей 219, в 1926 (деревня Селезни или Селезнёвский, Селезнёво) 42 и 250, в 1950 48 и 161.

## Население
Постоянное население составляло 6 человек (русские 100 %) в 2002 году, 0 в 2010.